# Cetatea veche Baumburg
Cetatea veche Baumburg este situat pe o creastă de munte pe Valea râului Alsenz, lângă localitatea Altenbamberg in Rheinland-Pfalz, Germania. Ruina are o lungime de aproape 140 de m, fiind cea mai mare cetate ruină din land.